# آرکادیس پاولوفس
آرکادیس پاولوفس (لتونیایی: Arkādijs Pavlovs; ۲ فوریهٔ ۱۹۰۳ – ۲۶ ژوئن ۱۹۶۰) بازیکن فوتبال اهل لتونی بود.
وی همچنین در تیم ملی فوتبال لتونی بازی کرده‌است.